# Arron Perry
Arron Perry, kanadski podčastnik in ostrostrelec.
Leta 2002 je v Afganistanu, med bojem, postavil svetovni rekord v najdaljšem zadetku v zgodovini vojskovanja. Z 12,7-mm ostrostrelno puško MacMillan TAC-50 je zadel sovražnega vojaka na razdalji 2.310 m. A že istega dne ga je presegel Rob Furlong, ki je ubil Talibana na razdalji 2.430 m.